# Caravans
Caravans è un film del 1978 diretto da James Fargo, basato sul romanzo di James A. Michener.
Il film è stato girato in Iran (prima della Rivoluzione iraniana) ed è interpretato da Anthony Quinn, Jennifer O'Neill e Michael Sarrazin.

## Trama
La storia è ambientata in un immaginario paese mediorientale, chiamato Zakharstan nel 1948. 

Mark Miller (Michael Sarrazin) è un giovane impiegato dell'ambasciata statunitense che viene incaricato di indagare sulla scomparsa di una giovane donna: Ellen Jasper, figlia di un Senatore degli Stati Uniti.
Durante l'indagine, Mark Miller si rende conto che Ellen (Jennifer O'Neill) è fuggita da suo marito, il colonnello Nazrullah, e che ora vive in una tribù di nomadi, il cui capo è Zulffiqar (Anthony Quinn). Tali nomadi sono dediti al commercio illegale di armi. La donna rifiuta di tornare dai propri genitori e dal marito, tuttavia Miller non vuole tornare senza prove che è viva e sta bene. 

Nel frattempo, il colonnello Nazrullah attira i contrabbandieri in una trappola. Allontana Miller dai nomadi e chiede a sua moglie di tornare da lui, ma lei rifiuta. Alla fine Ellen dà un biglietto a Miller per la sua famiglia. Mentre i nomadi se ne vanno, Nazrullah ordina alle sue truppe di sparare su di loro, ma anche Ellen viene uccisa mentre sta cercando di salvare un bambino a cui era particolarmente legata.

## Accoglienza
Il film non è stato ben accolto dal pubblico; a fronte di un budget di 14.000.000 di dollari, ne ha incassati appena 3.930.500 in tutto il mondo.

## Musica
Mike Batt ha scritto la colonna sonora, che è stata l'elemento di maggior successo del film, rimanendo un bestseller per molti anni dopo l'uscita del film.

La canzone "Caravan Song" è stata scritta da Mike Batt e cantata dalla cantante scozzese Barbara Dickson. Raggiunse il numero 41 nelle classifiche del Regno Unito e comparve nell'album "All for a Song".